# Acicys cladaropa
Acicys cladaropa là một loài bướm đêm trong họ Crambidae.